# Staatsstreich in Mauretanien 1984
Der Staatsstreich in Mauretanien 1984 (arabisch انقلاب 1984 في موريتانيا, fr.: Coup d’État de 1984 en Mauritanie, en.: Mauritanian coup d’état) war ein unblutiger Putsch in Mauretanien am 12. Dezember 1984. Der Staatsstreich wurde vom Chef des Stabes, Colonel Maaouya Ould Sid’Ahmed Taya durchgeführt. Taya ergriff die Macht in der Hauptstadt Nouakchott, als der Präsident, Colonel Mohamed Khouna Ould Haidalla, gerade nicht im Land war. Haidalla besuchte zu der Zeit den Gipfel der frankophonen Länder in Bujumbura, Burundi. Taya übernahm die Präsidentschaft des 24-köpfigen Comité militaire de salut national (CMSN), einer Militärregierung, welche in einem früheren Staatsstreich 1979 an die Macht gekommen war.
Die Berichterstattung aus Nouakchott sagte, der Putsch habe keine Tumulte verursacht und die Wirtschaft verlief ungestört. Militärische Verstärkung war in der Nähe der Radio- und Fernsehstationen und von einigen öffentlichen Gebäuden zu beobachten.
Haidalla floh zunächst nach Brazzaville, in die Volksrepublik Kongo, kehrte aber einen Tag später ins Land zurück. E wurde verhaftet und bis 1988 inhaftiert.